# بلنی تسیریبینا (ناحیه)
بلنی تسیریبینا (به لاتین: Belon'i Tsiribihina) یک منطقهٔ مسکونی در ماداگاسکار است که در منابه واقع شده‌است. بلنی تسیریبینا ۸٬۰۳۸ کیلومتر مربع مساحت و ۱۲۷٬۵۰۲ نفر جمعیت دارد.